# Askari
Askari er et arabisk, tyrkisk, persisk og swahili ord, som betyder "soldat". (arabisk عسكري ‘askarī). Det blev almindeligvis brugt, for at beskrive lokalt rekrutterede soldater i Østafrika og Mellemøsten, som tjenestegjorde i de europæiske kolonistyrker. Betegnelsen kan også betyde politi, gendarmeri og sikkerhedsstyrker. 
Under europæisk styre i Østafrika blev der rekrutteret askari-soldater af italienske, britiske, portugisiske, tyske og belgiske kolonistyrker. De spillede en vigtig rolle både ved erobring og senere for at sikre områderne. Både under første verdenskrig og anden verdenskrig tjenestegjorde askari-enheder udenfor egne kolonier.